# Tetrapode (struttura)

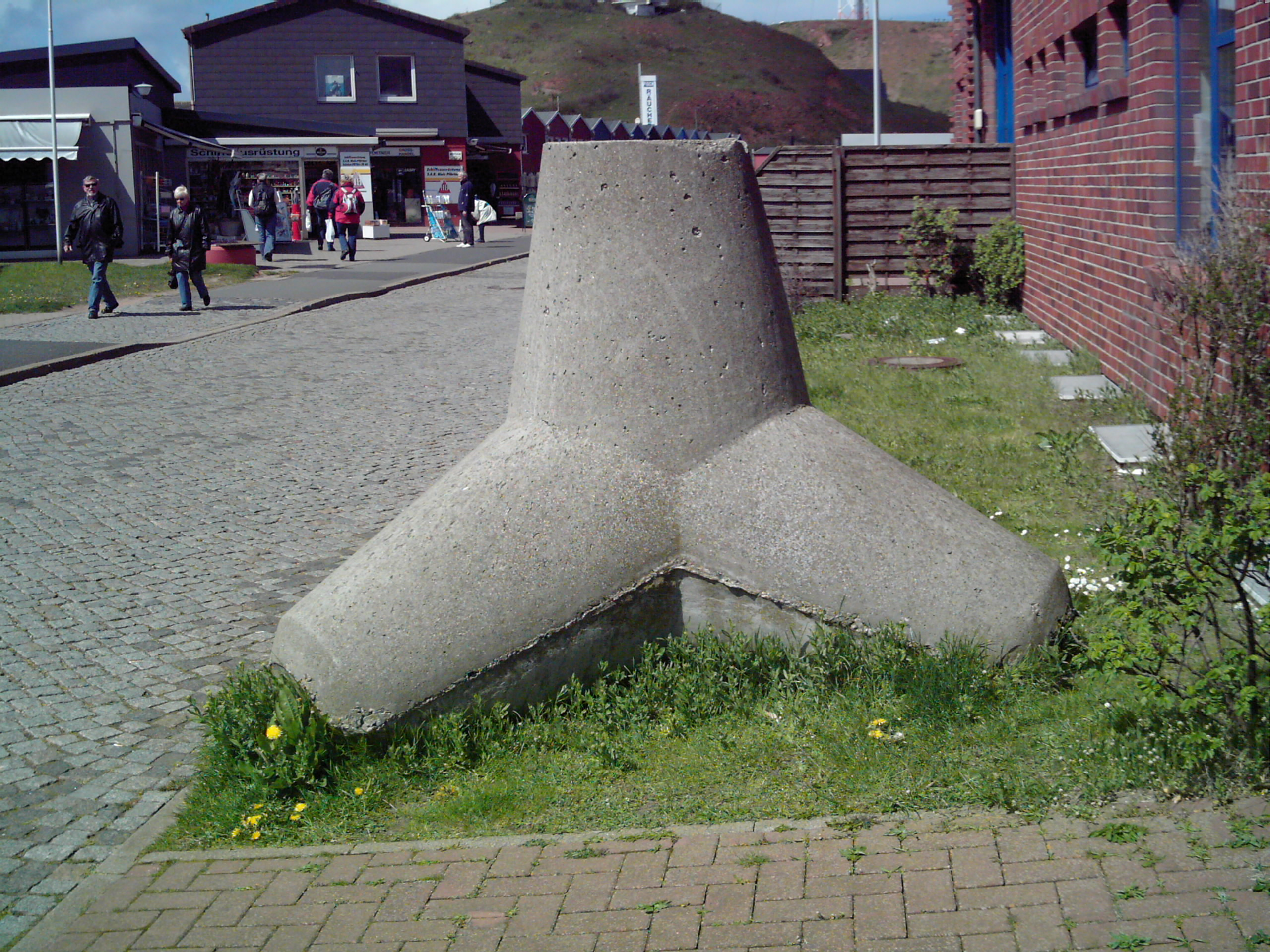
Tetrapode in cemento

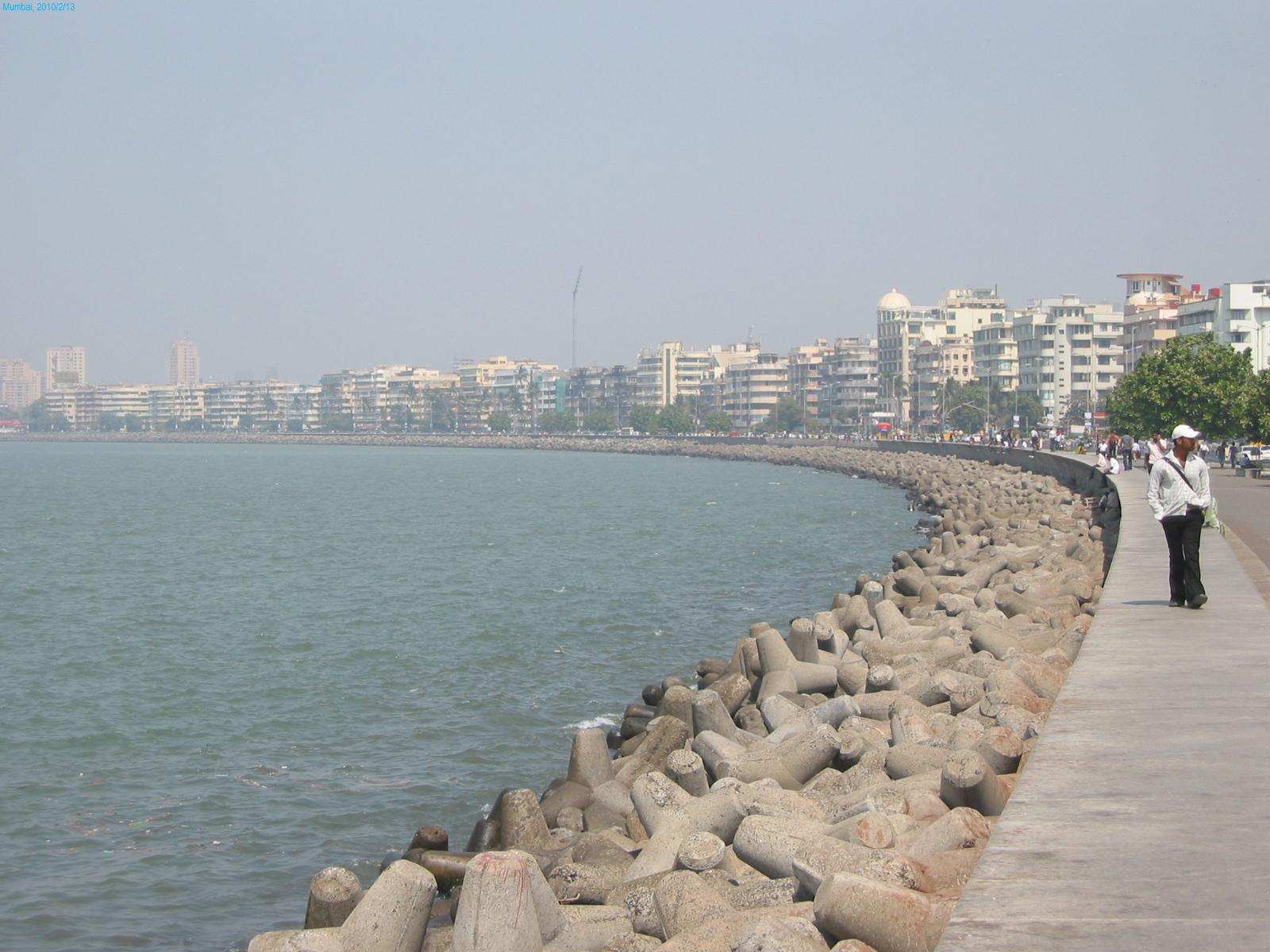
Tetrapodi

Il tetrapode è una struttura, di solito in cemento armato, utilizzato come frangiflutti nella protezione delle coste. Il tetrapode è disegnato per dissipare in maniera efficiente la forza delle onde permettendo all'acqua di fluire attorno alla struttura piuttosto che contro essa, come invece accadeva con i frangiflutti di vecchia concezione. La particolare struttura dei tetrapodi permette di dissipare l'energia del fronte dell'onda. La forma dei tetrapodi permette a questi di incastrarsi fra di loro, rendendo solida la struttura.
I tetrapodi furono originariamente sviluppati nel 1950 da Pierre Danel e Paul Anglès d'Auriac del Laboratoire Dauphinois d'Hydraulique (ora Artelia) a Grenoble, in Francia, che ricevettero un brevetto per il progetto. In seguito impiegati e diffusi in tutto il mondo.